# Alte Burg Lispenhausen
Die Alte Burg Lispenhausen ist eine abgegangene Niederungsburg in der Gemarkung von Lispenhausen, einem Stadtteil von Rotenburg a. d. Fulda im Landkreis Hersfeld-Rotenburg in Nordhessen. 
Die Burg befand sich 185 m ü. NN etwa 700 m südwestlich von Lispenhausen in der breiten Flussaue der Fulda, auf einem Acker in der Flur „Auf der Altenburg“ („off de allenburg“). Bereits im Jahre 1582 wurden „2 acker landes uff der Aldenburgk“ genannt, sodass die Anlage damals schon wüst gefallen war und unter dem Pflug lag. Luftaufnahmen von 1991 ließen noch den Wallgraben der früheren Burg erkennen. Möglicherweise war sie der Vorgänger der Wasserburg Lispenhausen und wurde nach deren Bau aufgegeben. 